# Lijst van voetbalinterlands Gambia - Niger
Deze lijst van voetbalinterlands is een overzicht van alle officiële voetbalwedstrijden tussen de nationale teams van Gambia en Niger. De Afrikaanse landen hebben tot op heden twee keer tegen elkaar gespeeld. De eerste ontmoeting, een kwalificatiewedstrijd voor de Afrika Cup 1996, werd gespeeld in Niamey op 22 januari 1995. Het laatste duel, een vriendschappelijke wedstrijd, vond plaats op 5 juni 2021 in Antalya (Turkije).

## Wedstrijden
| № | Plaats  | Datum           | Competitie                   | Wedstrijd      | Uitslag |
| - | ------- | --------------- | ---------------------------- | -------------- | ------- |
| 1 | Niamey  | 22 januari 1995 | Afrika Cup 1996 kwalificatie | Niger − Gambia | 1 − 1   |
| 2 | Antalya | 5 juni 2021     | Vriendschappelijk            | Niger − Gambia | 0 − 2   |

## Samenvatting
| Competitie              | Totaal gespeeld | Winst Gambia | Gelijk | Winst Niger | Doelsaldo Gambia – Niger |
| ----------------------- | --------------- | ------------ | ------ | ----------- | ------------------------ |
| Afrika Cup-kwalificatie | 1               | 0            | 1      | 0           | 1 − 1                    |
| Vriendschappelijk       | 1               | 1            | 0      | 0           | 2 − 0                    |
| Totaal                  | 2               | 1            | 1      | 0           | 3 − 1                    |

GFA · A-internationals · Olympische elftal · Gambiaans vrouwenelftal
Algerije ·
Angola ·
Benin ·
Burkina Faso ·
Burundi ·
Centraal-Afrikaanse Republiek ·
China ·
Comoren ·
Congo-Brazzaville ·
Congo-Kinshasa ·
Denemarken ·
Djibouti ·
Equatoriaal-Guinea ·
Gabon ·
Ghana ·
Guinee ·
Guinee-Bissau ·
Ivoorkust ·
Kaapverdië ·
Kameroen ·
Kenia ·
Kosovo ·
Lesotho ·
Liberia ·
Libië ·
Luxemburg ·
Madagaskar ·
Mali ·
Marokko ·
Mauritanië ·
Mexico ·
Namibië ·
Nieuw-Zeeland ·
Niger ·
Nigeria ·
Oeganda ·
Saoedi-Arabië ·
Senegal ·
Seychellen ·
Sierra Leone ·
Tanzania ·
Togo ·
Tsjaad ·
Tunesië ·
Verenigde Arabische Emiraten ·
Zambia ·
Zuid-Afrika ·
Zuid-Soedan
FNF · Nigerees vrouwenelftal
Interlands
Tegenstander:
Algerije ·
Angola ·
Benin ·
Botswana ·
Burkina Faso ·
Burundi ·
Congo-Brazzaville ·
Congo-Kinshasa ·
Djibouti ·
Egypte ·
Equatoriaal-Guinea ·
Ethiopië ·
Gabon ·
Gambia ·
Ghana ·
Guinee ·
Ivoorkust ·
Kaapverdië ·
Kameroen ·
Lesotho ·
Liberia ·
Libië ·
Madagaskar ·
Mali ·
Marokko ·
Mauritanië ·
Mozambique ·
Namibië ·
Nigeria ·
Oeganda ·
Oekraïne ·
Senegal ·
Sierra Leone ·
Soedan ·
Somalië ·
Swaziland ·
Tanzania ·
Togo ·
Tsjaad ·
Tunesië ·
Zambia ·
Zuid-Afrika